# Gyerővásárhely
Gyerővásárhely (románul Dumbrava) falu Romániában Kolozs megyében. Magyarkapus községhez tartozik.

## Fekvése
A Nagyvárad – Kolozsvár főúttól északra fekszik, közel a főúthoz.

## Első említése

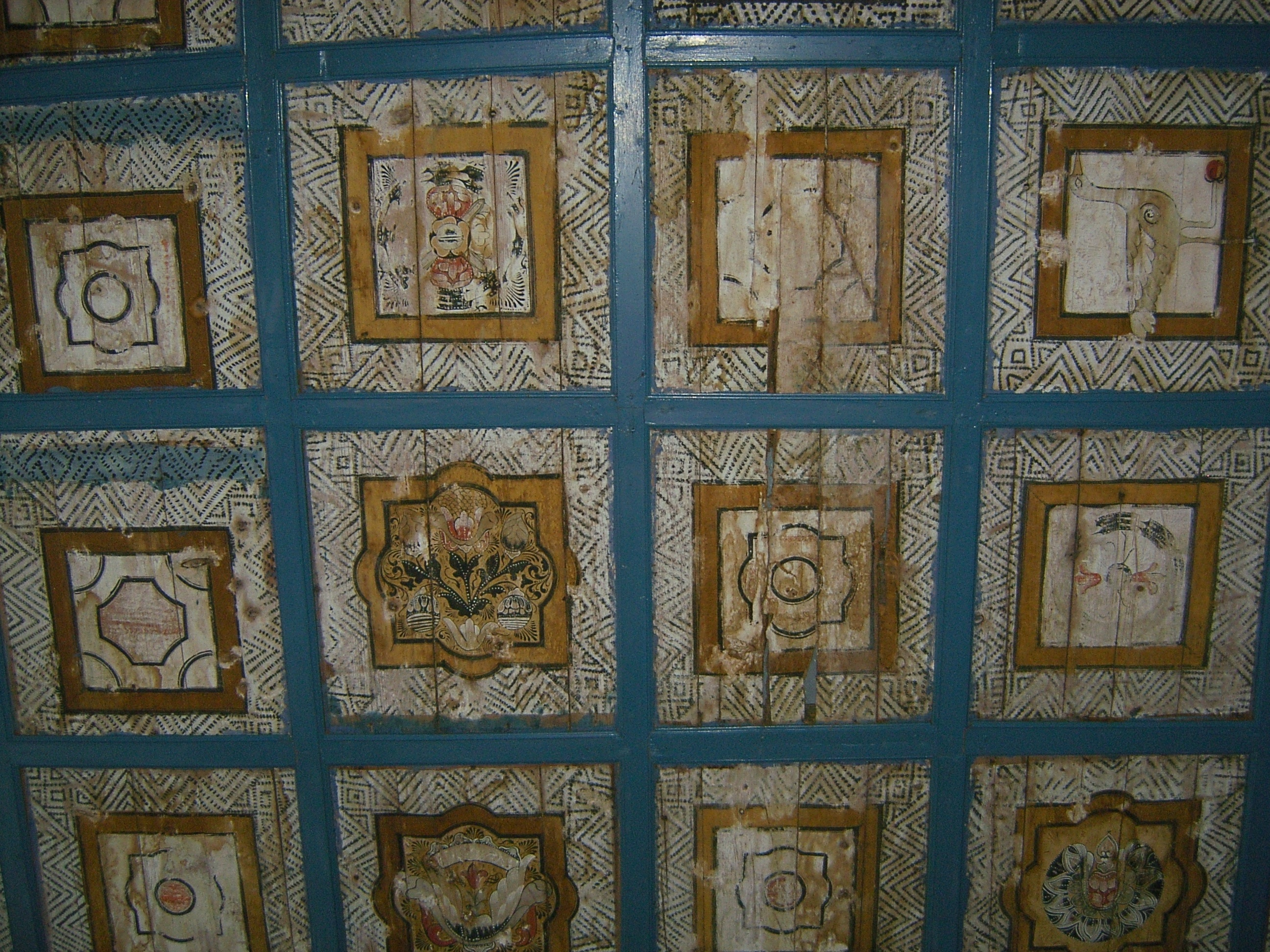
Kazettás mennyezet

1288-ban Vassarhel néven, 1296-ban villa Vasarhel, 1423-ban Gyerewvasarhel, 1434-ben Gerewasarhel, 1595-ben Gyrövásárhely, 1666-ban Gerö Vasarhely formában fordul elő.

## Története
1333-ban már plébániatemploma van, ebben az évben papja, Balázs a pápai tizedjegyzék szerint 41 dénárt fizet.Magyar lakossága a reformáció óta református.
A falu a trianoni békeszerződésig Kolozs vármegyéhez tartozott. 
1992-ben 419 fős lakosságából, 213 fő magyar és 223 fő református.

## Látnivaló
Református templomát 1831-ben lebontják és az új templom építésénél a középkori falak egy részét is felhasználták. A régi templomból való a XVI. századi Gyerőfy-címeres sírkő is. 82 táblából álló festett mennyezetét 1752-ben Umling Lőrinc és 1771-ben Asztalos Tamási János készítette.
Láthatóak a "szokásos" Umling motívumok, a Nap, Hold, Esthajnalcsillag, Teremtés, Bűnbeesés stb.